# ضاية عوا
 ضاية عوا (بالأمازيغية: ⴹⴰⵢⵜ ⵄⵡⴰ) هي جماعة مغربية جبلية ذات طابع قروي تابعة لإقليم إفران ضمن جهة فاس مكناس. سميت الجماعة غلى إسم بحيرة ضاية عوا المتواجدة بتراب الجماعة، والتي جفت خلال السنوات الأخيرة. بلغ مجموع عدد سكان  ضاية عوا حسب الإحصاء العام للسكن والسكنى لسنة 2014 ما قدره 9854 نسمة. يتوزع سكان الجماعة على 16 دوارا، مقسمين على ثلاث مشيخات.

## الجغرافيا
تقع جماعة ضاية عوا بالأطلس المتوسط الأوسط الهضبي ضمن إقليم إفران. تحدها غربا كل من جماعة تزكيت وإفران ضمن إقليم إفران، وجنوبا جماعة ڭيڭو ضمن إقليم بولمان، وشمالا جماعة آيت سبع لجروف، وشرقا جماعة لعنوصر ضمن إقليم صفرو.

## السكان
بلغ مجموع عدد سكان  ضاية عوا حسب الإحصاء العام للسكن والسكنى لسنة 2014 ما قدره 9854 نسمة يعيشون في 2048 اسرة. يتوزع سكان الجماعة على 16 دوارا، مقسمين على ثلاث مشيخات. تبلغ نسبة الأمية في الجماعة 52.3%، ونسبة التمدرس 90.2%، ونسبة النشاط  48.1%، ونسبة البطالة 3.1%. اللغات الشائعة في الجماعة هي أمازيغية الأطلس المتوسط بنسبة 97.8%، تليها الدارجة المغربية بنسبة 55.6%. نسبة الأسر المزودة بشبكة الصرف الصحي هي 0.4%، ونسبة الأسر المزودة بالمياه الصالحة للشرب 0.3%، ونسبة الأسر المزودة بالكهرباء 84.4%.

## السياحة
تشتهر ضاية عوا بغابات ألأرز الكثيفة، وبمسار الجولة السياحية عبر البحيرات، حيث تعتبر الجماعة التي تضم أكبر عدد من البحيرات في المغرب، وأهمها:
- بحيرة ضاية عوا
- بحيرة الأميرة (سيدي ميمون)
- بحيرة أفركاع
- بحيرة إيفر
- بحيرة إيفراح
- بحيرة حشلاف [بحاجة لمصدر]

## مركز تدريب الصقور ضاية حشلاف
يوجد على تراب جماعة ضاية عوا أول مركز لتدريب الصقور بالمغرب قرب بحيرة ضاية حشلاف، وهو مركز إماراتي متخصص في تدريب بالصقور المستعملة في رياضة الصيد بالصقور، حيث يتناسب مناخ المنطقة مع أصناف الصقور المستعملة. يوفر هذ المركز أيضا الرعاية البيطرية والمتابعة الصحية للصقور وعلاجها.

## الدواوير
| اسم الدوار               | عدد سكان الدوار | المشيخة         | النوع     |
| ------------------------ | --------------- | --------------- | --------- |
| ايت رحو                  | 515             | الحجاج          | دوار مجمع |
| ايت يوسف                 | 568             | الحجاج          | دوار مجمع |
| ايت امحمد                | 518             | الحجاج          | دوار مجمع |
| ايت حدو                  | 780             | الحجاج          | دوار مجمع |
| ايت حمو                  | 238             | الحجاج          | دوار مشتت |
| ايت سعيد او عبد الرحمان  | 1115            | ايت ايدير       | دوار مشتت |
| ايت احساين               | 2103            | ايت ايدير       | دوار مشتت |
| ايت بلقاسم اوعبد الرحمان | 1890            | ايت ايدير       | دوار مجزأ |
| ايت سعيد اويدير          | X               | ايت ايدير       | دوار مشتت |
| ايت عرفة                 | 923             | ايت ايدير       | دوار مجزأ |
| ايت حمو اوحساين          | 163             | ايت داود اوموسى | دوار مشتت |
| ايت بوزيان               | X               | ايت داود اوموسى | دوار مشتت |
| احنوش                    | 239             | ايت داود اوموسى | دوار مشتت |
| ايت علي اومزيان          | 302             | ايت داود اوموسى | دوار مشتت |
| ايت مزيان                | 156             | ايت داود اوموسى | دوار مشتت |
| ايت اعمر                 | X               | ايت داود اوموسى | دوار مشتت |

## البحيرة
بحيرة "ضاية عوا" (وتعني بحيرة النورس بالعامية المغربية) هي إحدى أشهر البحيرات في المغرب، وموقع وطني ذو أهمية بيولوجية وإيكولوجية ومنطقة ذات أهمية دولية للطيور المهاجرة مصنفة ضمن قائمة رامسار للمناطق الرطبة. كما تساهم هذه البحريرة في إنعاش الحركة الاقتصادية للمنطقة بفضل النشط السياحي. سنة 2018 جفت مياه البحيرة وأصبحت أرضا قاحلة. سنة 2023 تم توقيع الاتفاقية الإطار للشراكة 2024-2023 من أجل التأهيل الإيكولوجي لبحيرة ضاية عوا.

## معرض الصور

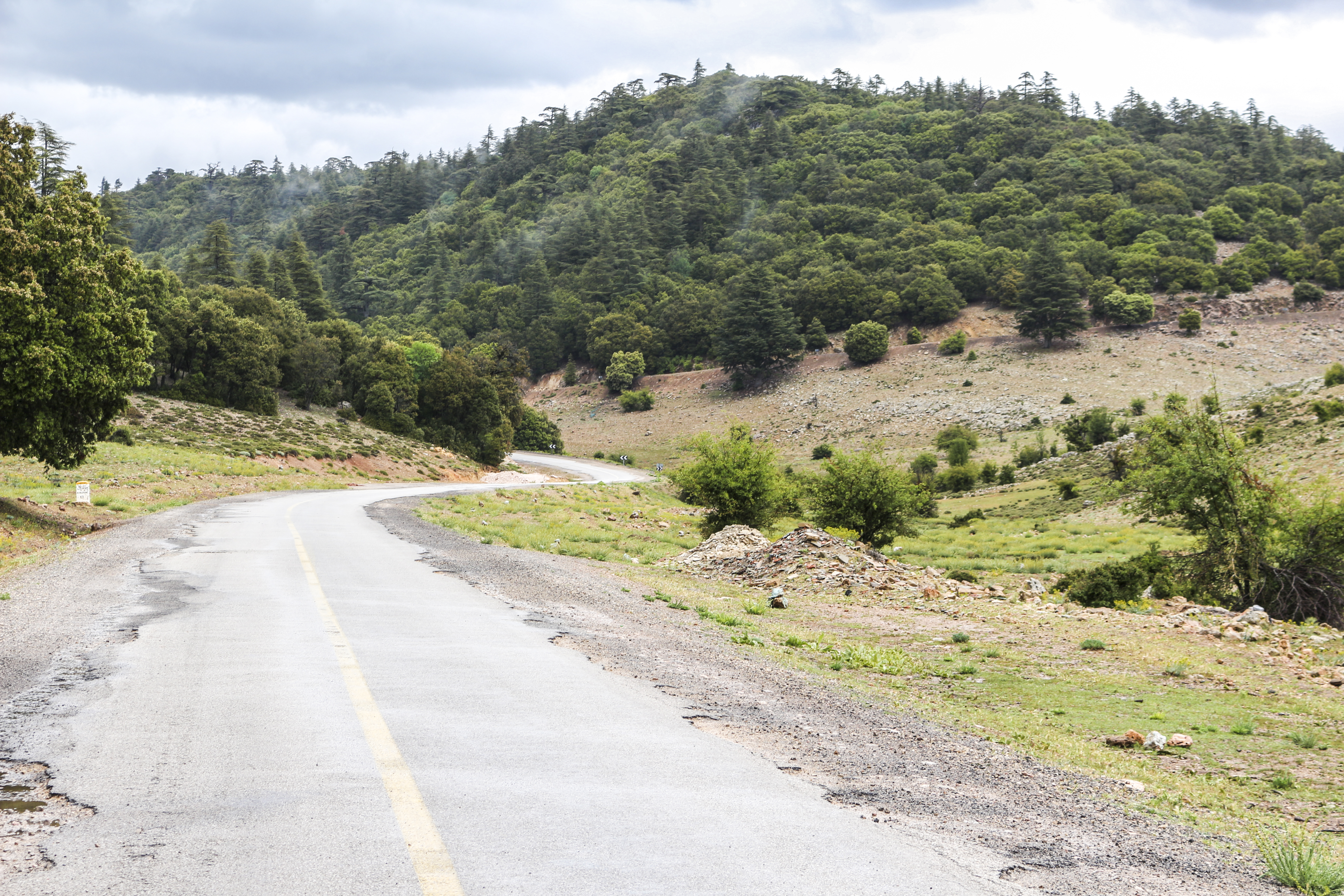
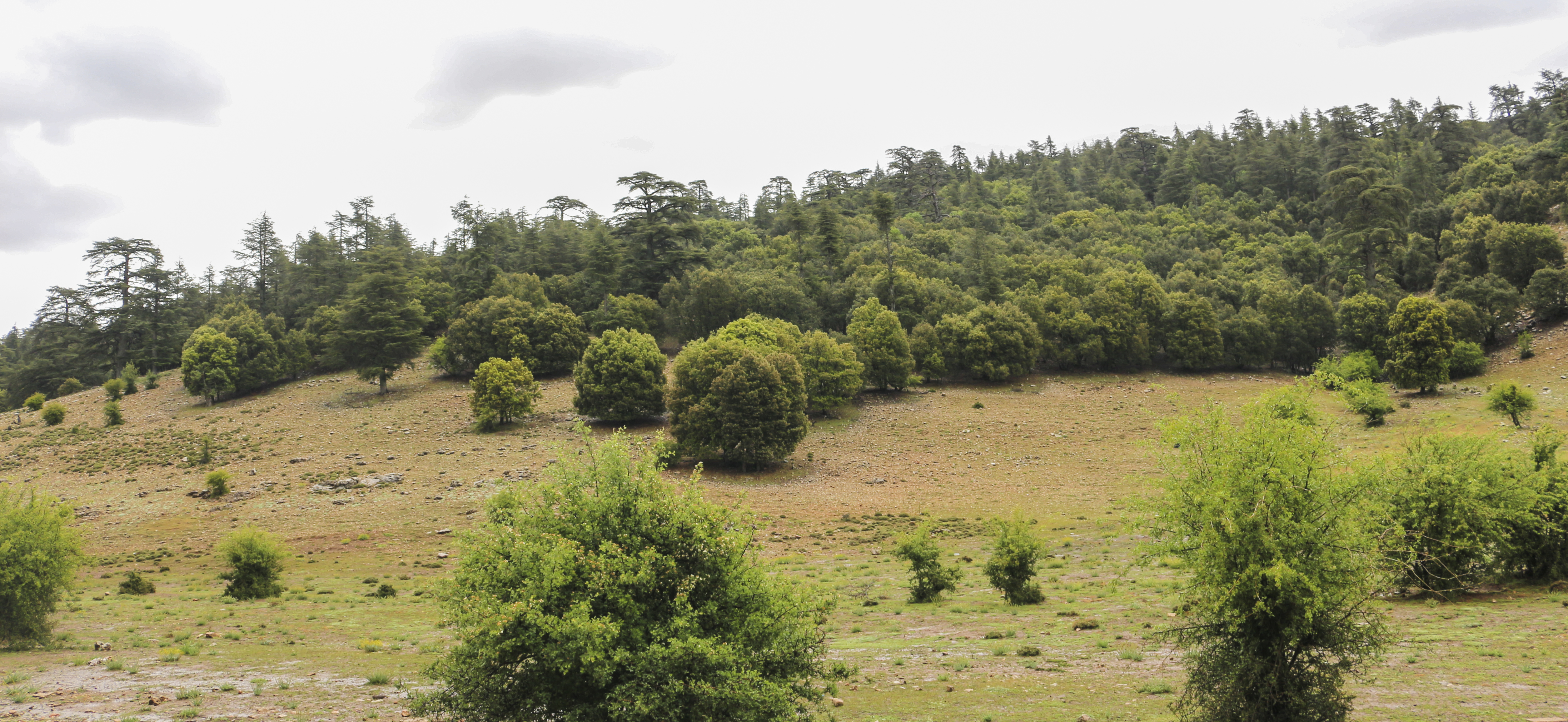
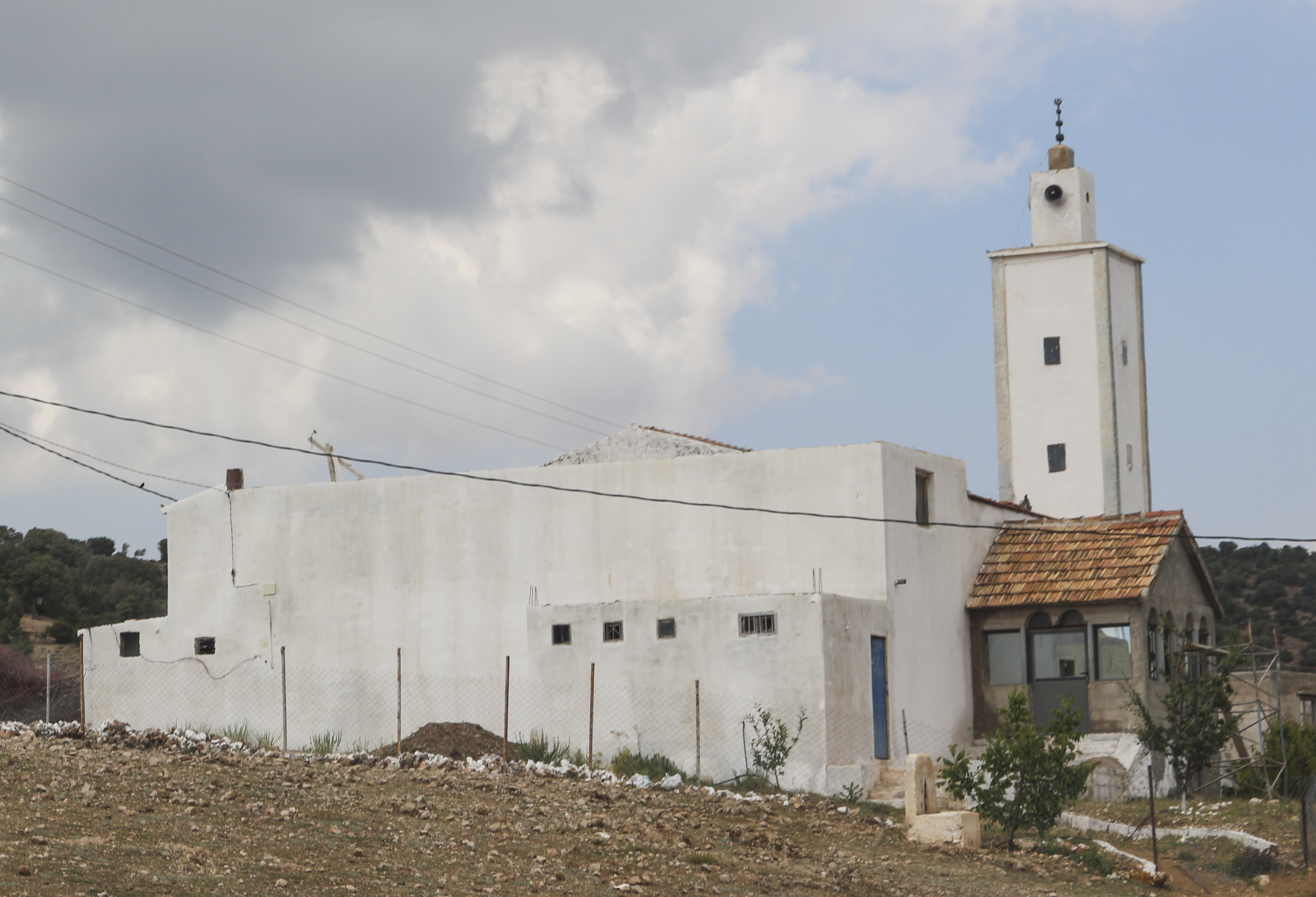
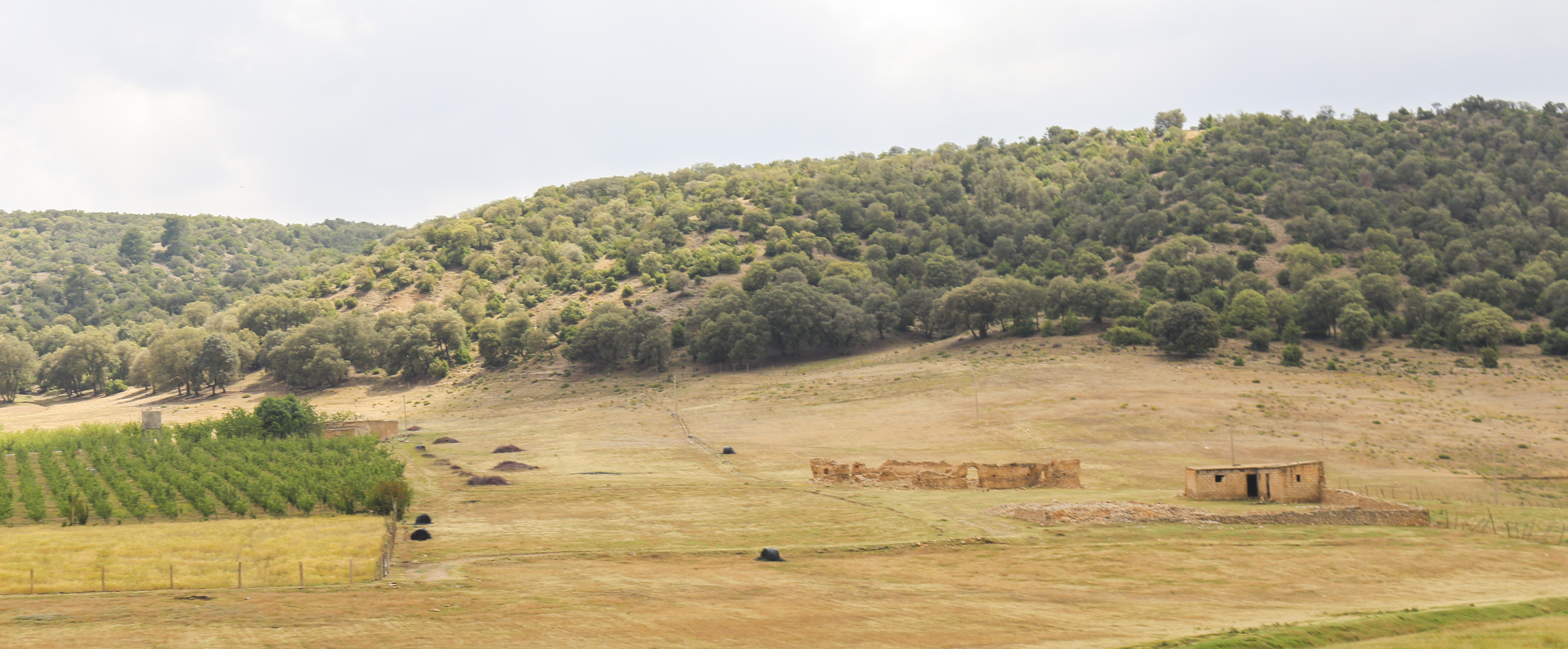
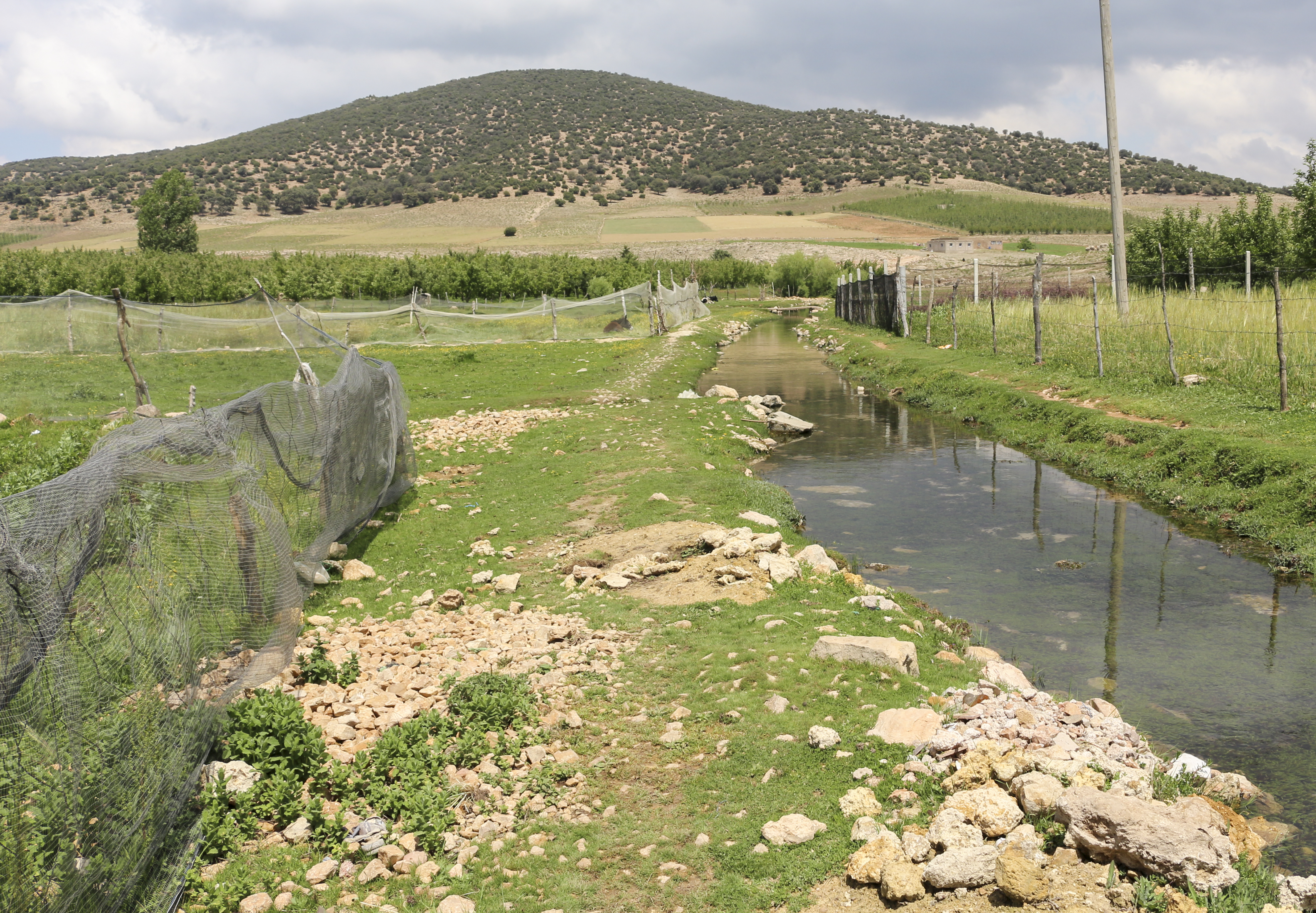
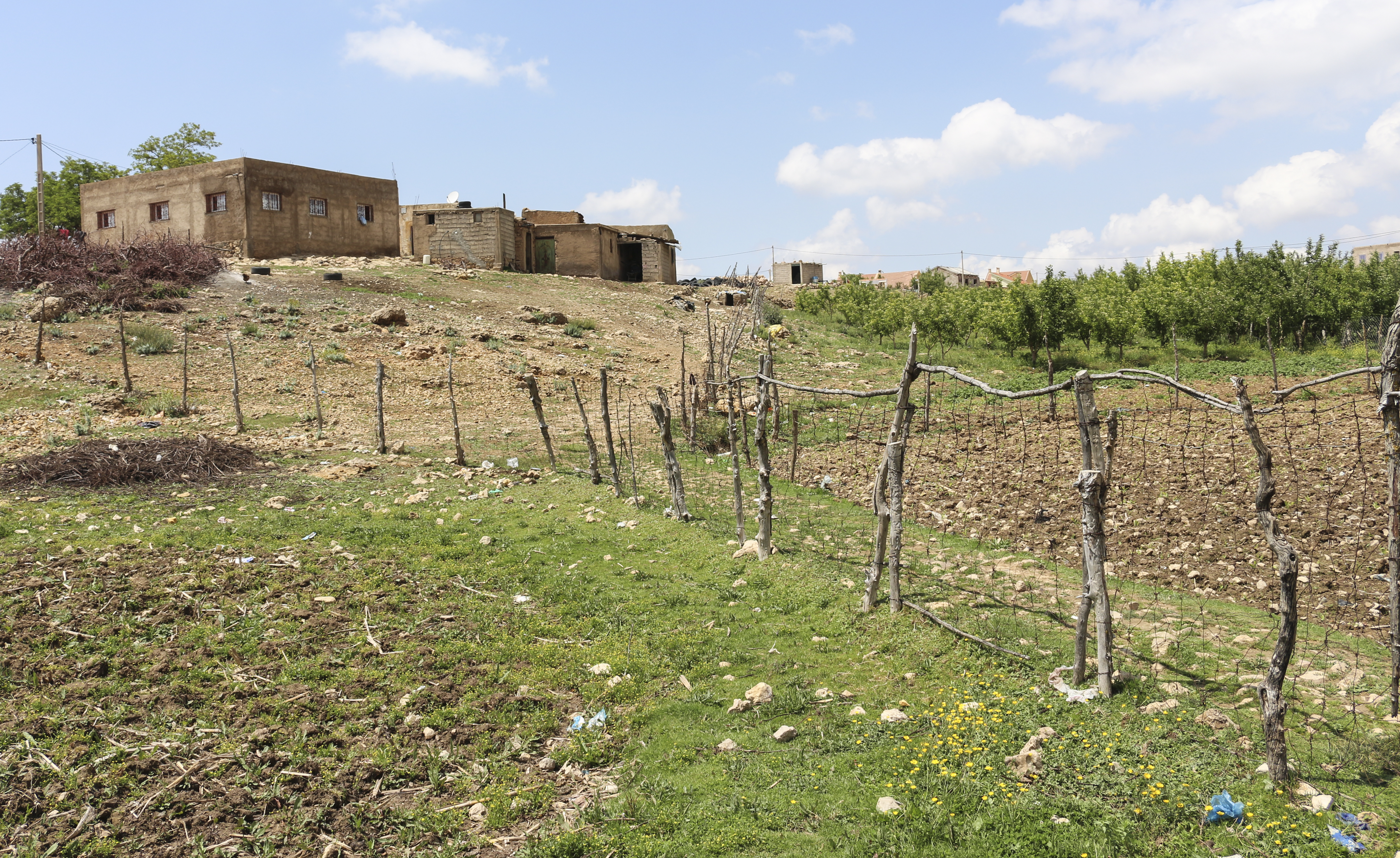
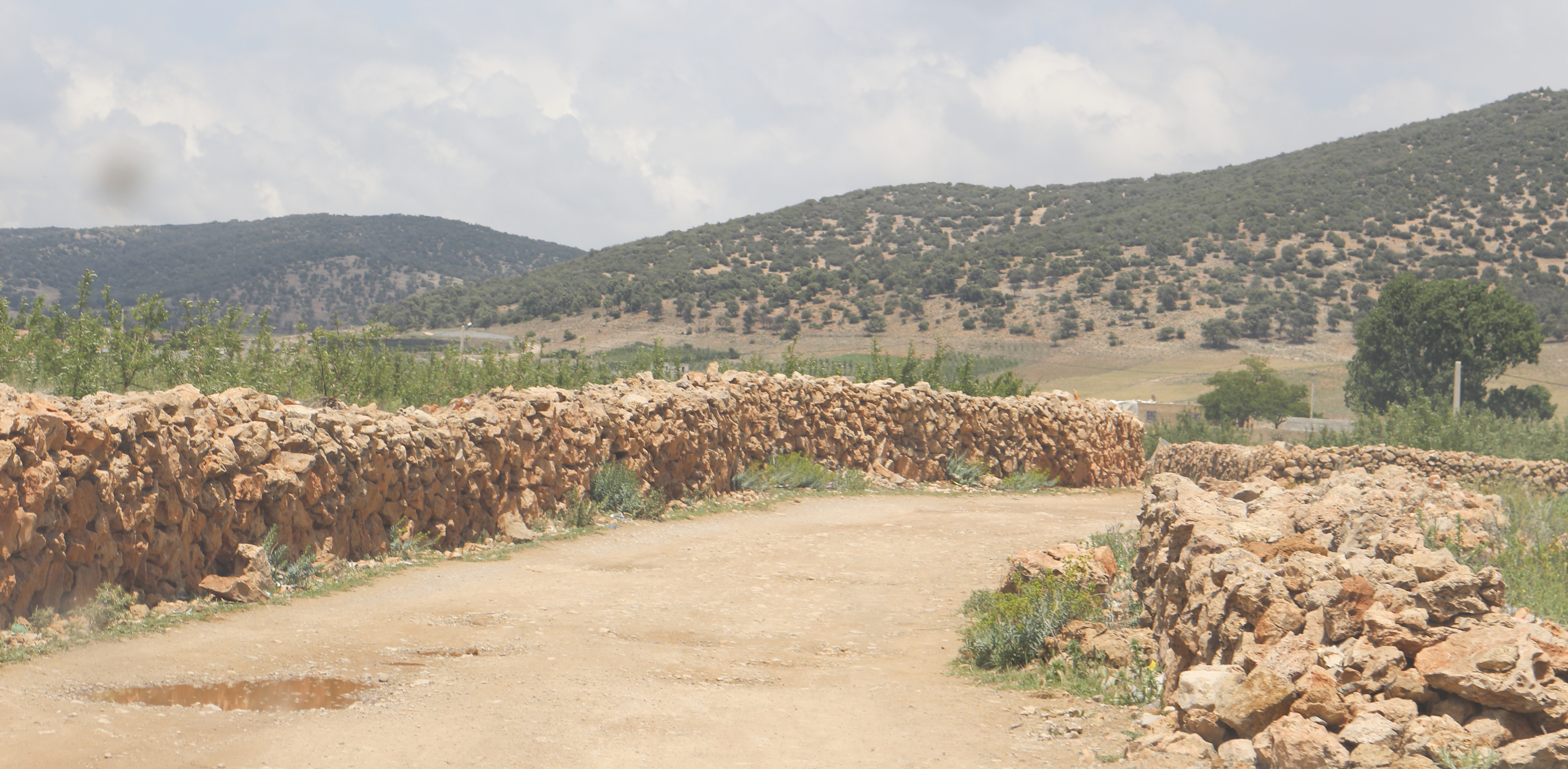
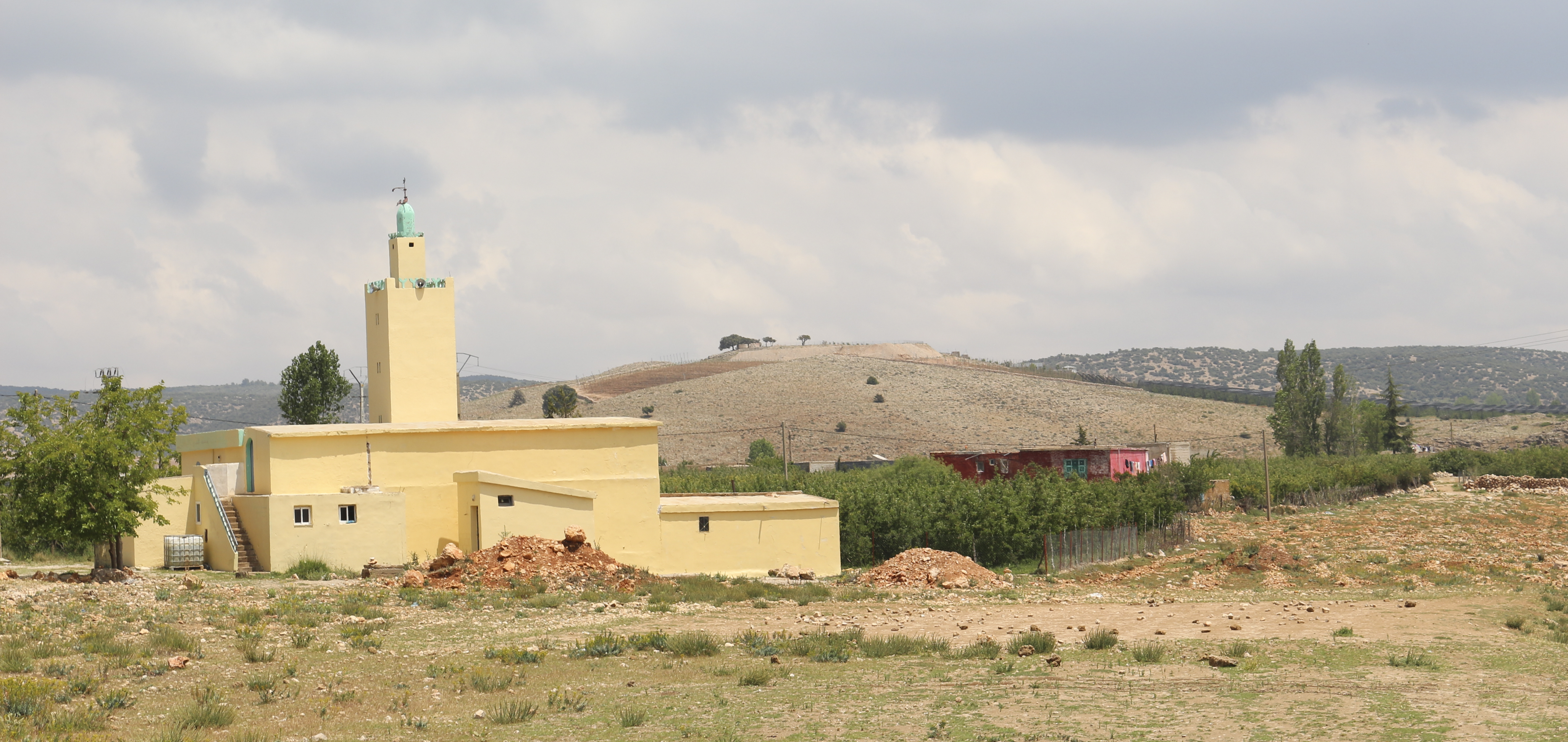
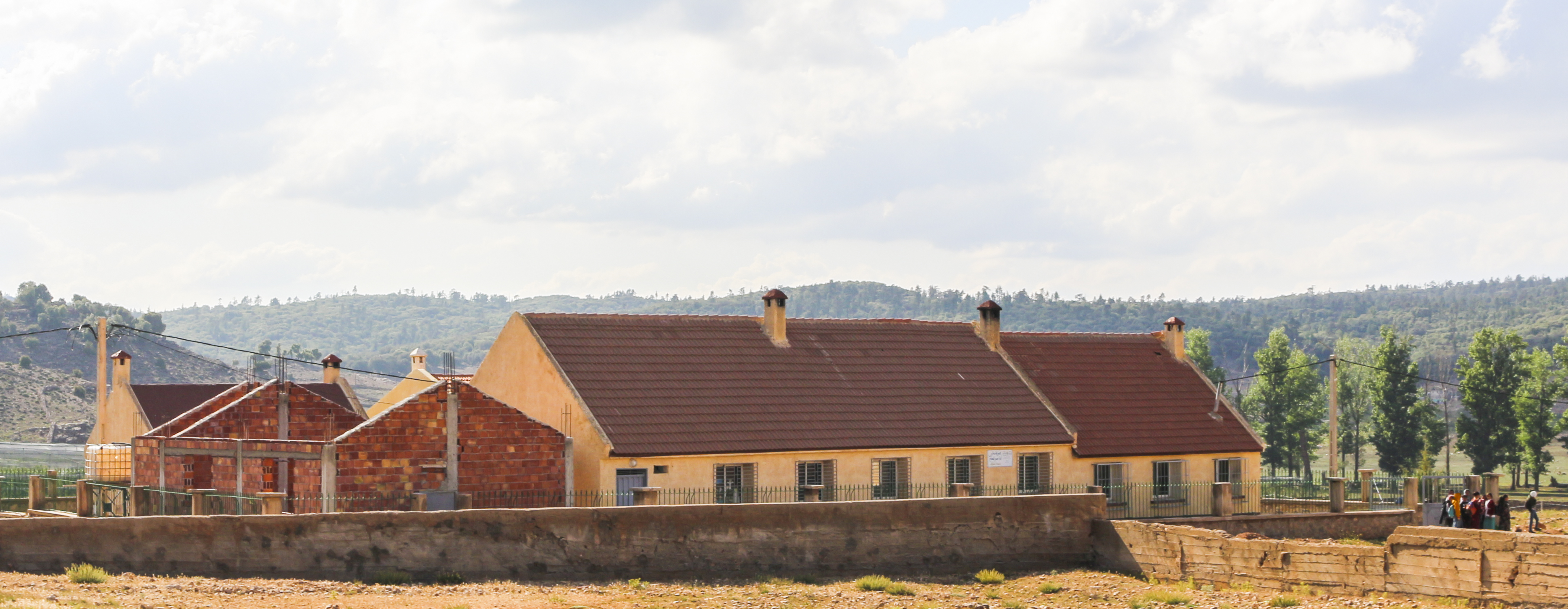
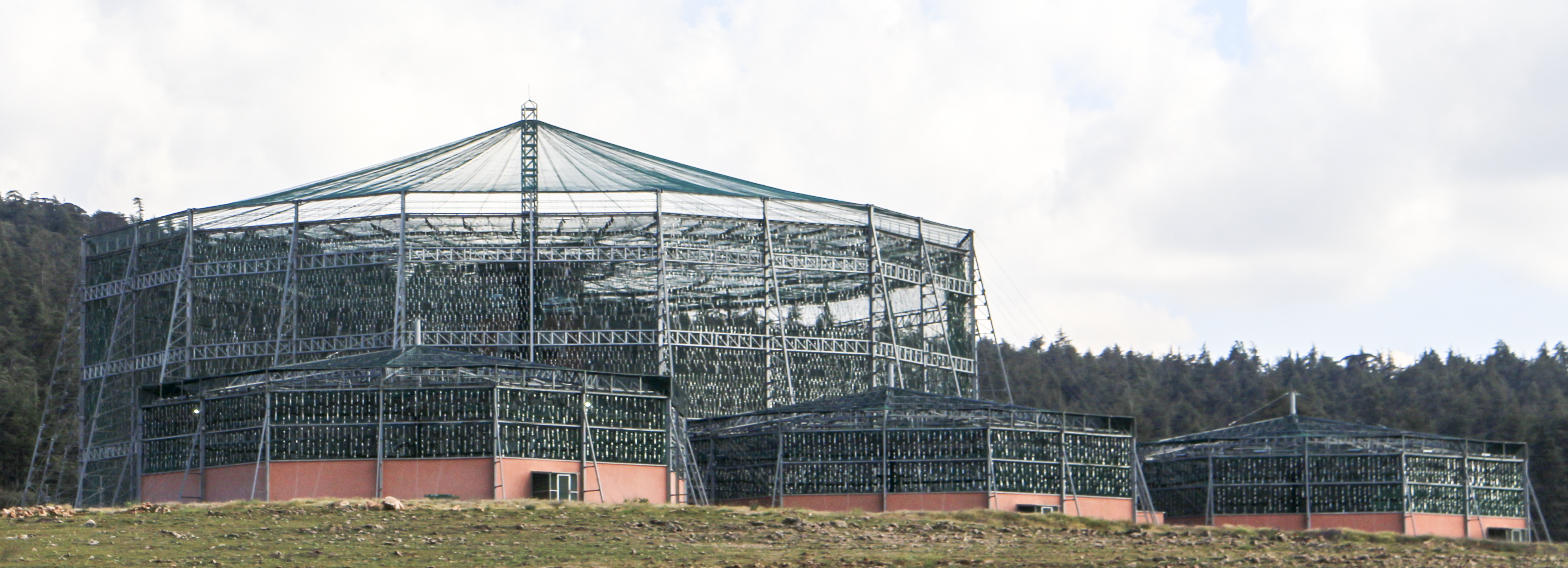
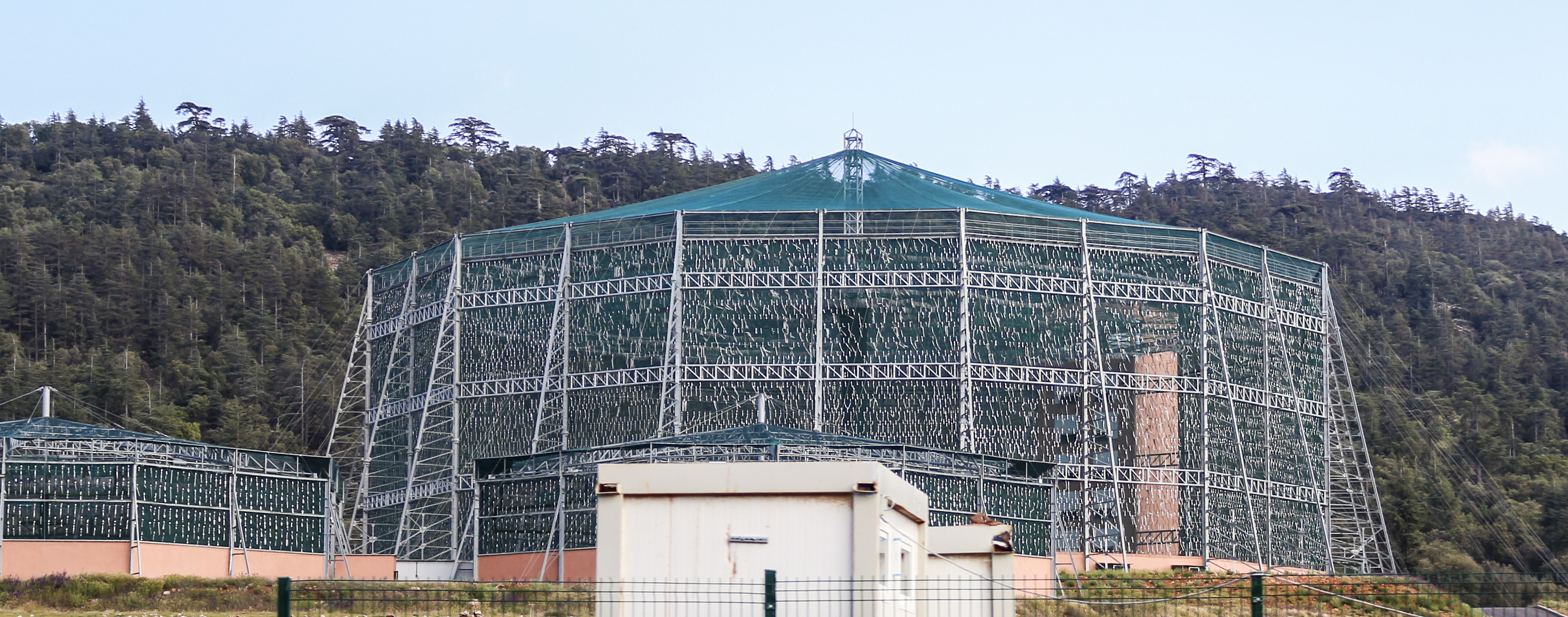
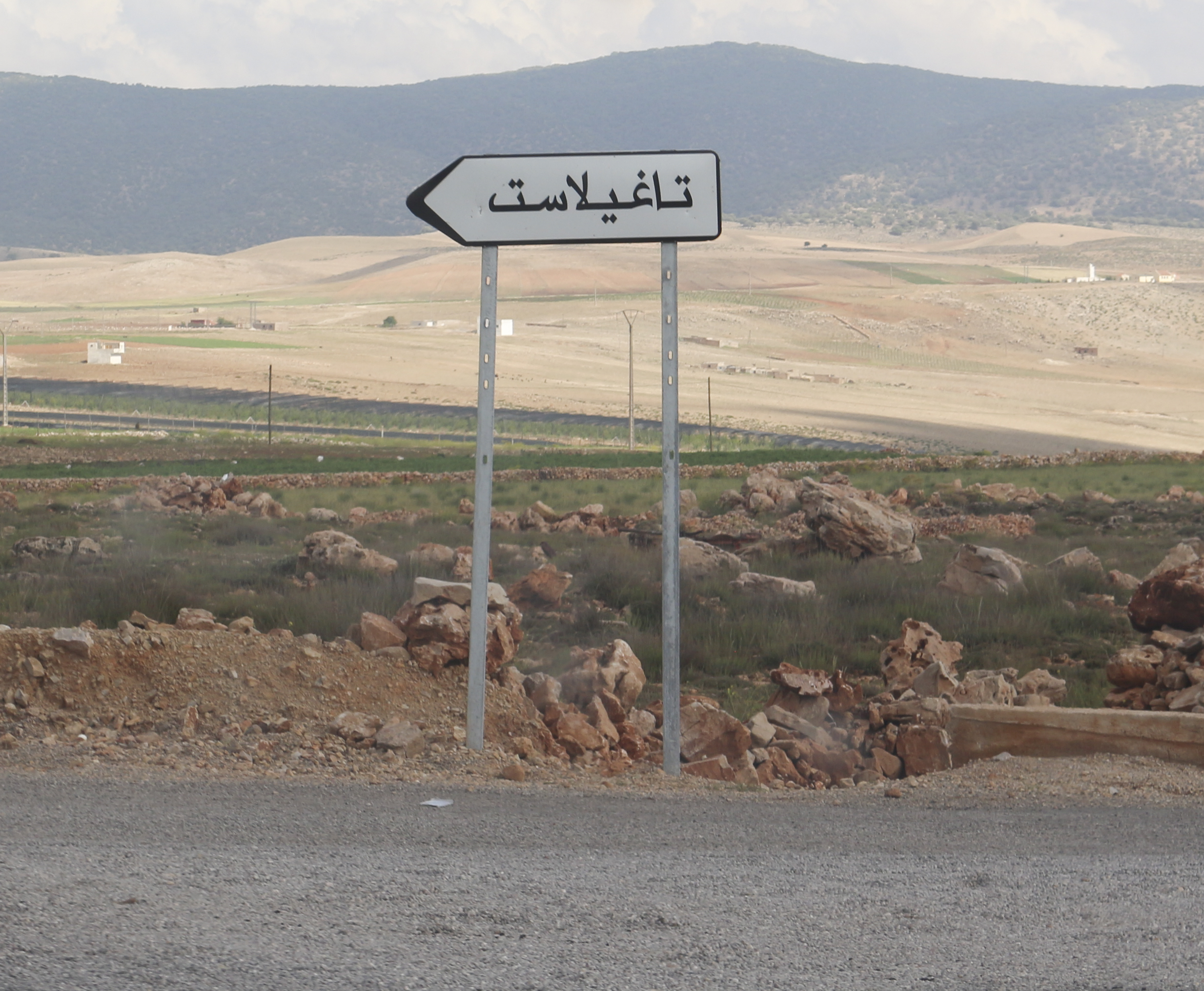
لوحة إرشادية لتيغلاست من جماعة ضاية عوا